# تابتوکینین بتا لاکتام
تابتوکینین بتا لاکتام (به انگلیسی: Tabtoxinine β-lactam) یک ترکیب شیمیایی با شناسه پاب‌کم ۳۰۳۵۰۵۲ است.